# Victor Ruffy (1937-2016)
Victor Ruffy (Bern, 11 januari 1937 - Riex, 19 maart 2016) was een Zwitsers politicus voor de Sociaaldemocratische Partij van Zwitserland (SP/PS) uit het kanton Vaud.

## Biografie
Victor Ruffy studeerde aardrijkskunde aan de Universiteit van Lausanne.
In 1974 werd hij lokaal politiek actief in Morrens. Van 1978 tot 1983 was hij lid van de Grote Raad van Vaud. Van 1982 tot 1999 was hij lid van de Nationale Raad, waar hij in de periode 1989-1990 voorzitter van de Nationale Raad van was.
Victor Ruffy is een nakomeling van de Bondsraadsleden Victor Ruffy (met dezelfde voornaam) en Eugène Ruffy. Zij waren echter lid van de Vrijzinnig-Democratische Partij, terwijl hijzelf socialist was.
- Base de données des élites suisses: 83146
- Gemeinsame Normdatei: 1137587075
- International Standard Name Identifier: 0000 0003 8579 2571
- Nederlandse Thesaurus van Auteursnamen: 074820036
- Système universitaire de documentation: 110683323
- Zwitserse Bondsvergadering: 183
- Virtual International Authority File: 241959570
- WorldCat: E39PBJyCFQRFgBb6CRQmRpVDMP